# 블라디보이
블라디보이(체코어: Vladivoj, 981년경 ~ 1003년)는 보헤미아의 공작(재위: 1002년 ~ 1003년)이다.
1002년 보헤미아의 공작을 역임하고 있던 볼레슬라프 3세와 대립 관계에 있던 브르쇼프치(Vršovci) 가문이 반란을 일으키면서 볼레슬라프 3세가 신성 로마 제국으로 망명했다. 폴란드의 공작을 역임하고 있던 볼레스와프 1세 흐로브리는 볼레슬라프 3세의 친척인 블라디보이를 보헤미아의 공작으로 즉위시켰다. 보헤미아의 공작으로 즉위한 지 1년이 지난 1003년에 알코올 중독으로 인해 사망했다.
| 전임 볼레슬라프 3세 | 보헤미아의 공작 1002년 ~ 1003년 | 후임 볼레슬라프 4세 |